# 西治辰雄
西治 辰雄（にしじ たつお、1915年5月1日 - 1988年8月1日）は、統計学者、数学者、商学博士。関西学院大学名誉教授、第九代関西学院大学学長、元関西学院大学商学部長。
数理統計学、オペレーションズ・リサーチを経済、経営の数量化の研究において数多くの研究、業績を残した。兵庫県生まれ。

## 略歴
- 1937年 - 旧制広島高等師範学校（現広島大学）理科第一部数学科入学
- 1938年 – 応召　東南アジア戦線へ　（1945年復員）復学
- 1946年 - 旧制広島高等師範学校（現広島大学）理科第一部数学科卒業
- 1949年 - 旧制広島文理科大学（現広島大学）数学科卒業
- 1949年 - 関西学院高等部教諭
- 1951年 - 関西学院大学講師
- 1954年 - 関西学院大学商学部助教授
- 1958年 - 関西学院大学商学部教授
- 1963年 - 欧米留学、主にケース工業大学OR（オペレーションズ・リサーチ）研究団（ - 1964年）
- 1964年 - 関西学院大学大学院商学研究科教授
- 1965年 - 関西学院大学　商学博士 論文名は「経営における数量化の研究 : 広告効果と最適販売計画」[1]。
- 1967年 - 関西学院大学大学院商学研究科修士課程指導教授
- 1968年 - 関西学院大学大学院商学研究科博士課程指導教授（1984年定年まで）
- 1969年 - 関西学院大学大学院商学部長（ - 1974年）
- 1974年 - 関西学院評議員（ - 1977年）
- 1974年 - 関西学院理事（ - 1975年）
- 1974年 – 関西学院大学学長（ - 1975年）
- 1984年 – 奈良産業大学で教鞭をとる。

## 受賞
- 1982年 – 兵庫県教育功労賞。

## 著書
- 『経営統計学　改訂版』（啓文社、1964年）
- 『経営における数量化の研究 : 広告効果と計画』（啓文社、1965年）
- 『統計学概説』（啓文社, 1981年）
- 『経営者のための経済学 / J.ディーン 原著』（関書院、1958年）田村市郎共著
- 『現代経営統計学』（啓文社、1971年）
- 『経営統計学"関西学院大学経済学双書〈第4〉』（関書院、1957年）田村市郎共著

## 学術論文
- 『製鋼時間の統計的研究』（商学論究、1952）
- 『最近における株価変動の解析』（日本統計学会会報、1953年）
- 『株価変動の解析』（商学論究、1954年）
- 『計量抜取検査について』（産業研究、1954年）
- 『特殊な抜取検査の一考察』（商学論究、1957年）
- 『販売における配分模型--ダイナミック・プログラミングに関して』（商学論究、1959年）
- 『小売重力法則の展開と小売地域分析の一方法』（商学論究、1959年）
- 『市場指数についての覚え書』（商学論究、1960年）
- 『販売予測の方法』（商学論究、1961年）
- 『商品の普及率の分析--その生長型と指標』（商学論究、1961年）
- 『企業の知名度とイメージ』（商学論究、1962年）
- 『販売予測の方法』（産業研究、1962年）
- 『投資政策の一決定法--決定の木法による』（経済学論究、1965年）
- 『企業の知名度曲線による分析』（商学論究、1965年）
- 『所得と乗用車保有台数の分析』（商学論究、1966年）
- 『消費者の選択の推移性と市場占拠率』（商学論究、1967年）
- 『情報理論による市場占有率の推定』（商学論究、1968年）
- 『消費者行動の数量化について』（経済学論究、1971年）
- 『確率模型によるブランド選択の考察』（商学論究、1971年）
- 『小泉貞三博士記念号の発刊に際して西治 辰雄』（商学論究、1973年）
- 『高塚正規教授記念号の発刊に際して 西治 辰雄』（商学論究、1973年）
- 『組織の解析』（商学論究、1977年）
- 『組織と有向グラフ--組織の解析-3-』（商学論究、1978年）
- 『組織の解析-2-グラフと木の数』（商学論究、1978年）
- 『安部栄造著「経済時系列解析」--主としてスペクトル解析』（経済学論究、1980年）
- 『組織の解析-4-組織の測度 (関西学院創立90周年記念号』（商学論究、1980年）
- 『人工知能 (安部栄造教授〔定年退職〕記念号)』（経済学論究、1982年）
- 『人間・機械系』（商学論究、1982年）
- 『統計学の実験的学習』（商学論究、1983年）
- 『統計学の実験的学習--相関係数の分布の実験』（商学論究、1983年）